# Пони (посёлок)
Пони — посёлок при одноимённой станции в Комсомольском районе Хабаровского края. Входит в состав Снежненского сельского поселения. Население — 4 человека (2012).
Находится на правом берегу реки Мачтовая напротив впадения в неё ручья Пони. В посёлок ведёт съезд с грунтовой дороги Комсомольск-на-Амуре — Тумнин — Советская Гавань. Расстояние до Снежного — 15 км. До Комсомольска-на-Амуре — 100 км.
Входит в одномандатный избирательный округ № 13 Комсомольского района.
В районе посёлка Пони залегают обширные запасы золота, в частности, в двух километрах к юго-западу находится месторождение Большие Пони — Тудур, известное ещё с дореволюционных времён.
Непосредственно у южной границы посёлка начинается Понийский участок Пони-Мулинского рудно-россыпного узла. Понийский участок Росгеология назвала «высокоперспективным», запасы золота на нём оценены в 160 тонн, а меди — в 1 млн тонн. Участок называют вторым по перспективности после Малмыжского.
Немного севернее расположено Понийское месторождение габбро-диоритов.

## Население
| 2002 | 2010 | 2011 | 2012 | 2021 |
| ---- | ---- | ---- | ---- | ---- |
| 13   | ↘4   | →4   | →4   | ↘0   |